# Zondag met Lubach
Zondag met Lubach was een satirisch televisieprogramma van programmaproducent Human Factor TV dat werd uitgezonden door de VPRO en gepresenteerd door Arjen Lubach. Lubach nam het nieuws van de week op de hak, van achter een desk en door middel van fragmenten uit de media, infographics en onderzoeksjournalistiek. In februari 2022 werd het programma opgevolgd door De Avondshow met Arjen Lubach.
Het programma bepaalde regelmatig de politieke agenda en wist moeilijke onderwerpen simpel uit te leggen.
De tekstschrijvers van het programma waren onder anderen Tex de Wit en Pieter Jouke. Het programma werd opgenomen in de grote zaal van Theater Bellevue. De herkenningsmuziek van het programma was El Orangutan van de band Los Estrambóticos. De stijl van het programma had veel weg van de Amerikaanse show Last Week Tonight van John Oliver. 
Het programma won in 2017 de Gouden Televizier-Ring, die werd uitgereikt tijdens het jaarlijkse Gouden Televizier-Ring Gala.

## Vaste onderdelen

### Salamander Klöpping
In seizoen 1 sprak Arjen elke aflevering met tech-expert Salamander Klöpping, een pratende handpop die is gemodelleerd naar Alexander Klöpping, met hoody en oordopjes. De pop is bedacht door Lubach en werd bespeeld door Jogchem Jalink.
In seizoen 2 trad Salamander Klöpping niet meer op als tech-expert maar presenteerde hij in een studio zonder publiek het opgenomen onderdeel Salamander met een ander, waarin hij een bekende Nederlander interviewde.
In de eindejaarsuitzending 2015 met Lubach trad Salamander Klöpping op. Lubach snoerde hem echter de mond toen hij de prijs voor dier van het jaar aan zichzelf wilde uitreiken. In aflevering 4 van seizoen 13 trad Salamander Klöpping voor de laatste maal op in Zondag met Lubach.

### Dit willen we niet meer horen
In seizoen 3 en 4 was Dit willen we niet meer horen een terugkerende rubriek. Door korte sketches van twee à drie minuten werd verteld welke uitspraken er dagelijks werden gedaan, die eigenlijk niet klopten. De filmpjes die te zien waren, waren een animatie. Er zijn vijf verschillende filmpjes van de rubriek Dit willen we niet meer horen geweest, onder andere over het kleine kikkerlandje en het anekdotisch bewijs.

### Verslaggevers
In seizoen 4 werden de verslaggevers geïntroduceerd. Afwisselend waren Tex de Wit en Steye van Dam te gast in de uitzending met een 'live' verslag ter plaatse. In seizoen 5 maakte Ellen Parren haar debuut als verslaggever. De verslaggevers stonden voor een greenscreen en doen vanaf de op de achtergrond geprojecteerde locatie verslag van een actualiteit.

## Inhoud en stellingname
Vanwege de populariteit, de progressieve inhoud en de hoogopgeleide doelgroep vergeleek cultuurfilosoof Thijs Lijster Zondag met Lubach met de programma's van Van Kooten en De Bie. Diverse malen heeft Lubach in zijn programma politieke stellingen ingenomen, onder andere over het handelsverdrag TTIP (dat Lubach met succes op de publieke agenda zette) en over de vluchtelingencrisis.
Voor de eerste aflevering van het zesde seizoen op 22 januari 2017 zond het programma een filmpje uit waarin Nederland werd voorgesteld aan Donald Trump. Dit filmpje ging viraal en kwam in de media in meerdere landen en werd daarmee het succesvolste filmpje van het programma tot dan toe.

### Burgerinitiatief
Uit het programma kwam een burgerinitiatief voort als ludiek protest tegen de monarchie in Nederland. In de uitzending van 22 maart 2015 riep Lubach de kijkers op om een burgerinitiatief te steunen voor het uitroepen van hemzelf tot Farao der Nederlanden, dat evenals de Koning der Nederlanden een erfelijke titel zou moeten worden. De aanleiding was dat het in de week van de uitzending tweehonderd jaar geleden was dat Willem Frederik zichzelf uitriep tot koning Willem I. De volgende dag, tijdens een uitzending van De Wereld Draait Door waar Lubach als gast zijn initiatief besprak, behaalde het de benodigde 40.000 steunbetuigingen waarmee het aangemeld kan worden als een agendapunt van de Tweede Kamer. Later die dag steeg het door naar 52.000 steunbetuigingen. In de uitzending van 29 maart 2015 werd bekendgemaakt dat er ruim 82.000 handtekeningen waren verzameld. Deze werden later het jaar overhandigd aan VVD-Kamerlid Helma Neppérus.

### Sleepwet
De uitzending van 1 oktober 2017 bevatte een filmpje over de Wet op de inlichtingen- en veiligheidsdiensten 2017, ook Sleepwet genoemd. Naar aanleiding hiervan verzamelden vijf studenten 300.000 handtekeningen om zo een raadgevend referendum af te dwingen.

## Afleveringen

### Pilot
In november 2013 werd een pilot opgenomen onder de titel Lubach Laat.

### Seizoen 1
| Aflevering (seizoen) | Aflevering (serie)                     | Uitzenddatum     | Gast                                                        | Kijkcijfers |
| -------------------- | -------------------------------------- | ---------------- | ----------------------------------------------------------- | ----------- |
| 1                    | 1                                      | 9 november 2014  | Martine Sandifort, Lena Dunham                              | 319.000     |
| 2                    | 2                                      | 16 november 2014 | Ionica Smeets, Anish Giri                                   | 218.000     |
| 3                    | 3                                      | 23 november 2014 | Hadewych Minis                                              | 207.000     |
| 4                    | 4                                      | 30 november 2014 | Susan Visser                                                | 289.000     |
| 5                    | 5                                      | 7 december 2014  | -                                                           | 252.000     |
| 6                    | 6                                      | 14 december 2014 | Art Rooijakkers, Pieter Derks, Owen Schumacher en Eva Jinek | 348.000     |
| 7                    | 7                                      | 21 december 2014 | Arie Boomsma                                                | 278.000     |
|                      | Jaaroverzicht (extra lange uitzending) | 28 december 2014 | Ronald Snijders                                             | 441.000     |
| 8                    | 8                                      | 4 januari 2015   | Alexander Klöpping, Gili                                    | 250.000     |

### Seizoen 2
| Aflevering (seizoen) | Aflevering (serie) | Uitzenddatum     | Gast                           | Gast Salamander met een ander | Kijkcijfers |
| -------------------- | ------------------ | ---------------- | ------------------------------ | ----------------------------- | ----------- |
| 1                    | 9                  | 22 februari 2015 | Emile Roemer                   | Herman van der Zandt          | 286.000     |
| 2                    | 10                 | 1 maart 2015     | -                              | Giel Beelen                   | 313.000     |
| 3                    | 11                 | 8 maart 2015     | Maarten Heijmans               | -                             | 433.000     |
| 4                    | 12                 | 15 maart 2015    | Hella Hueck Alexander Pechtold | -                             | 357.000     |
| 5                    | 13                 | 22 maart 2015    | Katja Herbers                  | Govert Schilling              | 263.000     |
| 6                    | 14                 | 29 maart 2015    | Roel van Velzen                | Peter Kuipers Munneke         | 564.000     |

### Seizoen 3
Seizoen 3 startte op 20 september 2015; voor dit seizoen werd Janine Abbring vast onderdeel van de redactie. Hiervoor verliet ze het programma Vroege Vogels. Sinds de pilotfase was Abbring al freelance-eindredacteur van Zondag met Lubach.
| Aflevering (seizoen) | Aflevering (serie)                     | Uitzenddatum      | Gast                                            | Kijkcijfers |
| -------------------- | -------------------------------------- | ----------------- | ----------------------------------------------- | ----------- |
| 1                    | 15                                     | 20 september 2015 | Diederik Samsom                                 | 372.000     |
| 2                    | 16                                     | 27 september 2015 | Olaf Koens                                      | 411.000     |
| 3                    | 17                                     | 4 oktober 2015    | Yentl en De Boer als ABBA                       | 358.000     |
| 4                    | 18                                     | 11 oktober 2015   | Luuk Ikink en Jan Versteegh                     | 484.000     |
| 5                    | 19                                     | 18 oktober 2015   | Martin Garrix                                   | 351.000     |
| 6                    | 20                                     | 25 oktober 2015   | Daphne Bunskoek                                 | 369.000     |
| 7                    | 21                                     | 1 november 2015   | -                                               | 414.000     |
| 8                    | 22                                     | 8 november 2015   | Hans Rosling                                    | 418.000     |
|                      | Jaaroverzicht (extra lange uitzending) | 27 december 2015  | Lilianne Ploumen, Dook van Dijck en Janne Schra | 428.000     |

### Seizoen 4
| Aflevering (seizoen) | Aflevering (serie) | Uitzenddatum     | "Verslaggever" | Kijkcijfers | Opmerking                                                                                       |
| -------------------- | ------------------ | ---------------- | -------------- | ----------- | ----------------------------------------------------------------------------------------------- |
| 1                    | 23                 | 10 januari 2016  | Tex de Wit     | 422.000     |                                                                                                 |
| 2                    | 24                 | 17 januari 2016  | Steye van Dam  | 531.000     | Chris Zegers geeft "toeristische achtergrondinformatie" bij het noemen van de naam van een land |
| 3                    | 25                 | 24 januari 2016  | Tex de Wit     | 680.000     |                                                                                                 |
| 4                    | 26                 | 31 januari 2016  | Steye van Dam  | 575.000     |                                                                                                 |
| 5                    | 27                 | 7 februari 2016  | Tex de Wit     | 527.000     |                                                                                                 |
| 6                    | 28                 | 14 februari 2016 | Steye van Dam  | 570.000     |                                                                                                 |
| 7                    | 29                 | 21 februari 2016 | Steye van Dam  | 558.000     | Pieter Jan Hagens en Sofie van den Enk presenteren de nabeschouwing 'Zondag na Lubach'          |
| 8                    | 30                 | 28 februari 2016 | Tex de Wit     | 570.000     | Jamai zingt een lied als look-a-like van Arjen Lubach                                           |

### Seizoen 5
Het vijfde seizoen werd opgenomen in een nieuw decor.
| Aflevering (seizoen) | Aflevering (serie) | Uitzenddatum      | "Verslaggever" | Kijkcijfers | Opmerking                                                                                            |
| -------------------- | ------------------ | ----------------- | -------------- | ----------- | --- |
| 1                    | 31                 | 4 september 2016  | Tex de Wit     | 347.000     | |
| 2                    | 32                 | 11 september 2016 | Steye van Dam  | 493.000     | |
| 3                    | 33                 | 18 september 2016 | Ellen Parren   | 568.000     | |
| 4                    | 34                 | 25 september 2016 | Tex de Wit     | 634.000     | |
| 5                    | 35                 | 2 oktober 2016    |                | 623.000     | |
| 6                    | 36                 | 9 oktober 2016    | Ellen Parren   | 659.000     | |
| 7                    | 37                 | 16 oktober 2016   | Steye van Dam  | 485.000     | Door een technische storing een uur later uitgezonden. Mogelijk hierdoor waren de kijkcijfers lager. |
| 8                    | 38                 | 23 oktober 2016   | Tex de Wit     | 591.000     | |
| 9                    | 39                 | 30 oktober 2016   | Ellen Parren   | 577.000     | |
| 10                   | 40                 | 6 november 2016   | Steye van Dam  | 711.000     | Gastoptreden van Ronnie Ruysdael                                                                     |

### Seizoen 6
De eerste aflevering van dit seizoen zorgde voor de doorbraak van Lubach als kijkcijfersucces. Deze aflevering bevat een filmpje dat in de dagen erna wereldwijd online minstens vijftig miljoen keer werd bekeken. In het filmpje wordt Nederland voorgesteld aan de drie dagen daarvoor geïnaugureerde president van de Verenigde Staten Donald Trump. Kern van het filmpje is het verzoek aan Trump om zijn motto America first (Amerika eerst) aan te vullen met The Netherlands second (Nederland op de tweede plaats). In het filmpje, ingesproken door Greg Shapiro, worden het taalgebruik en de dictie van Trump gepersifleerd. In de weken na de uitzending werden, onder de titel Every second counts, wereldwijd ten minste 117 parodieën op dit filmpje gemaakt waarin verschillende landen, regio's of groeperingen worden aangeprezen. 
In de vijfde aflevering beklaagde Lubach zich erover dat politieke partij PVV in de aanloop naar de Tweede Kamerverkiezingen 2017 nergens concreet werd over het beleid dat uitgevoerd moet gaan worden. Hij riep op om lijsttrekker Geert Wilders op Twitter met #HoeDan van repliek te dienen. Ook werd de app KamerGotchi geïntroduceerd, naar het model van de tamagotchi uit de rage van 1996. In de app krijgt de gebruiker een lijsttrekker om in leven te houden door hem eten, aandacht en kennis te geven.
| Aflevering (seizoen) | Aflevering (serie) | Uitzenddatum     | "Verslaggever"                                                            | Kijkcijfers | Gast                          | Opmerking                                           |
| -------------------- | ------------------ | ---------------- | ------------------------------------------------------------------------- | ----------- | ----------------------------- | --------------------------------------------------- |
| 1                    | 41                 | 22 januari 2017  | Tex de Wit                                                                | 627.000     | Bob de Jong Carien Kleibeuker | "America first, the Netherlands second" gaat viraal |
| 2                    | 42                 | 29 januari 2017  | -                                                                         | 1.022.000   | -                             |                                                     |
| 3                    | 43                 | 5 februari 2017  | -                                                                         | 1.139.000   | Tex de Wit                    |                                                     |
| 4                    | 44                 | 12 februari 2017 | -                                                                         | 1.168.000   | -                             |                                                     |
| 5                    | 45                 | 19 februari 2017 | -                                                                         | 924.000     | -                             | #kamergotchi en #hoedan worden trending op Twitter  |
| 6                    | 46                 | 5 maart 2017     | -                                                                         | 1.106.000   | Tex de Wit                    |                                                     |
| 7                    | 47                 | 12 maart 2017    | Tex de Wit, Steye van Dam, Pieter Jouke, Thijs van Domburg, Vera van Zelm | 953.000     | -                             |                                                     |
| 8                    | 48                 | 19 maart 2017    | Steye van Dam                                                             | 1.024.000   |                               |                                                     |
| 9                    | 49                 | 26 maart 2017    | -                                                                         | 1.216.000   |                               |                                                     |
| 10                   | 50                 | 2 april 2017     | -                                                                         | 972.000     |                               |                                                     |

### Seizoen 7
| Aflevering (seizoen) | Aflevering (serie) | Uitzenddatum      | Kijkcijfers | Opmerking                                                   |
| -------------------- | ------------------ | ----------------- | ----------- | ----------------------------------------------------------- |
| 1                    | 51                 | 10 september 2017 | 911.000     |                                                             |
| 2                    | 52                 | 17 september 2017 | 1.041.000   |                                                             |
| 3                    | 53                 | 24 september 2017 | 937.000     |                                                             |
| 4                    | 54                 | 1 oktober 2017    | 860.000     | Bevat het geruchtmakende filmpje over de Sleepwet.          |
| 5                    | 55                 | 8 oktober 2017    | 937.000     |                                                             |
| 6                    | 56                 | 15 oktober 2017   | 815.000     |                                                             |
| 7                    | 57                 | 5 november 2017   | 852.000     |                                                             |
| 8                    | 58                 | 12 november 2017  | 849.000     |                                                             |
| 9                    | 59                 | 19 november 2017  | 924.000     |                                                             |
| 10                   | 60                 | 26 november 2017  | 829.000     | Pieter Jouke te gast als look-a-like van Prins Bernhard jr. |

### Seizoen 8
| Aflevering (seizoen) | Aflevering (serie) | Uitzenddatum     | Kijkcijfers | Opmerking                                                                    |
| -------------------- | ------------------ | ---------------- | ----------- | ---------------------------------------------------------------------------- |
| 1                    | 61                 | 28 januari 2018  | 1.125.000   |                                                                              |
| 2                    | 62                 | 4 februari 2018  | 1.138.000   | m.m.v. Marco Verhoef                                                         |
| 3                    | 63                 | 11 februari 2018 | 1.020.000   | Aflevering grotendeels gewijd aan de Olympische Winterspelen in Pyeongchang. |
| 4                    | 64                 | 18 februari 2018 | 986.000     | Met Thijs van Domburg als "verslaggever"                                     |
| 5                    | 65                 | 25 februari 2018 | 1.065.000   |                                                                              |
| 6                    | 66                 | 11 maart 2018    | 986.000     | Gemeenteraadslid Michel Rogier (CDA) te gast                                 |
| 7                    | 67                 | 18 maart 2018    | 923.000     |                                                                              |
| 8                    | 68                 | 25 maart 2018    | 988.000     |                                                                              |
| 9                    | 69                 | 1 april 2018     | 1.008.000   | Bracht nummer Tweede Paasdag met zangeres Famke Louise ten gehore            |
| 10                   | 70                 | 8 april 2018     | 804.000     |                                                                              |

### Seizoen 9
| Aflevering (seizoen) | Aflevering (serie) | Uitzenddatum      | Kijkcijfers | Opmerking                                   |
| -------------------- | ------------------ | ----------------- | ----------- | ------------------------------------------- |
| 1                    | 71                 | 16 september 2018 | 1.061.000   |                                             |
| 2                    | 72                 | 23 september 2018 | 896.000     |                                             |
| 3                    | 73                 | 30 september 2018 | 837.000     |                                             |
| 4                    | 74                 | 7 oktober 2018    | 988.000     | Met Tex de Wit als "verslaggever"           |
| 5                    | 75                 | 14 oktober 2018   | 1.036.000   |                                             |
| 6                    | 76                 | 21 oktober 2018   | 910.000     | m.m.v. Jeroen Pauw in de rol van xtc-dealer |
| 7                    | 77                 | 28 oktober 2018   | 916.000     | Met optreden van Corry Konings              |
| 8                    | 78                 | 4 november 2018   | 856.000     |                                             |
| 9                    | 79                 | 11 november 2018  | 926.000     |                                             |
| 10                   | 80                 | 18 november 2018  | 898.000     | Met optreden van Glennis Grace              |

### Voorjaar 2019
In het voorjaar van 2019 besloot Lubach geen seizoen van Zondag met Lubach op te nemen om zich te richten op zijn solotheaterprogramma Arjen Lubach LIVE. Een aantal van zijn redactieleden besloot daarom om in het voorjaar 2019 een eigen satirisch televisieprogramma te gaan maken. Dit resulteerde in het satirische sportprogramma Makkelijk Scoren.

### Seizoen 10
| Aflevering (seizoen) | Aflevering (serie) | Uitzenddatum     | Kijkcijfers | Opmerking                                        |
| -------------------- | ------------------ | ---------------- | ----------- | ------------------------------------------------ |
| 1                    | 81                 | 13 oktober 2019  | 1.332.000   |                                                  |
| 2                    | 82                 | 20 oktober 2019  | 1.274.000   |                                                  |
| 3                    | 83                 | 27 oktober 2019  | 1.036.000   |                                                  |
| 4                    | 84                 | 3 november 2019  | 1.074.000   |                                                  |
| 5                    | 85                 | 10 november 2019 | 1.317.000   |                                                  |
| 6                    | 86                 | 17 november 2019 | 1.301.000   |                                                  |
| 7                    | 87                 | 24 november 2019 | 1.212.000   |                                                  |
| 8                    | 88                 | 1 december 2019  | 1.440.000   |                                                  |
| 9                    | 89                 | 8 december 2019  | 1.259.000   |                                                  |
| 10                   | 90                 | 15 december 2019 | 1.192.000   | Bracht nummer Canon met rapper Fresku ten gehore |

### Seizoen 11
| Aflevering (seizoen) | Aflevering (serie) | Uitzenddatum     | Kijkcijfers | Opmerking                                                               |
| -------------------- | ------------------ | ---------------- | ----------- | ----------------------------------------------------------------------- |
| 1                    | 91                 | 16 februari 2020 | 1.225.000   |                                                                         |
| 2                    | 92                 | 23 februari 2020 | 1.654.000   | m.m.v. Herman van der Zandt                                             |
| 3                    | 93                 | 1 maart 2020     | 1.316.000   |                                                                         |
| 4                    | 94                 | 8 maart 2020     | 1.562.000   |                                                                         |
| 5                    | 95                 | 15 maart 2020    | 1.926.000   | Aflevering met alleen medewerkers als publiek vanwege de coronapandemie |
| 6                    | 96                 | 22 maart 2020    | 1.818.000   | Eerste aflevering vanuit de "situation room" vanwege de coronapandemie  |
| 7                    | 97                 | 29 maart 2020    | 1.681.000   | Lancering lubag.nl, als tegenhanger van RUMAG                           |
| 8                    | 98                 | 5 april 2020     | 2.083.000   |                                                                         |
| 9                    | 99                 | 12 april 2020    | 1.743.000   | Bracht nummer Ik **** je op afstand met zangeres Merol ten gehore       |
| 10                   | 100                | 19 april 2020    | 1.860.000   |                                                                         |

### Seizoen 12
Het twaalfde seizoen begon op 20 september 2020. Lubach was voornemens na dit seizoen met het programma te stoppen, maar in oktober 2020 meldden Lubach en de VPRO dat er nog een 13e seizoen kwam, omdat hij er door corona weer tijd voor had.
| Aflevering (seizoen) | Aflevering (serie) | Uitzenddatum      | Kijkcijfers | Opmerking                                                          |
| -------------------- | ------------------ | ----------------- | ----------- | ------------------------------------------------------------------ |
| 1                    | 101                | 20 september 2020 | 1.217.000   | Afleveringen hebben nu weer publiek                                |
| 2                    | 102                | 27 september 2020 | 1.584.000   |                                                                    |
| 3                    | 103                | 4 oktober 2020    | 1.739.000   |                                                                    |
| 4                    | 104                | 11 oktober 2020   | 1.869.000   |                                                                    |
| 5                    | 105                | 18 oktober 2020   | 1.974.000   | Aflevering grotendeels gewijd aan complottheorieën                 |
| 6                    | 106                | 25 oktober 2020   | 2.092.000   |                                                                    |
| 7                    | 107                | 1 november 2020   | 1.958.000   |                                                                    |
| 8                    | 108                | 8 november 2020   | 2.055.000   | Aflevering uitgezonden vanaf de redactie vanwege coronamaatregelen |
| 9                    | 109                | 15 november 2020  | 2.047.000   |                                                                    |
| 10                   | 110                | 22 november 2020  | 1.847.000   |                                                                    |

### Seizoen 13
Het dertiende seizoen begon op 7 februari 2021. Door coronamaatregelen werden enkele uitzendingen gefilmd zonder publiek. Lubach was bij deze uitzendingen gekleed in een overhemd met opgestroopte mouwen, in plaats van zijn reguliere pak met stropdas. Dit seizoen stond in het teken van de Tweede Kamerverkiezingen van 2021.
| Aflevering (seizoen) | Aflevering (serie) | Uitzenddatum     | Kijkcijfers | Opmerking                                                         |
| -------------------- | ------------------ | ---------------- | ----------- | ----------------------------------------------------------------- |
| 1                    | 111                | 7 februari 2021  | 2.298.000   | Kijkcijferrecord                                                  |
| 2                    | 112                | 14 februari 2021 | 1.717.000   |                                                                   |
| 3                    | 113                | 21 februari 2021 | 1.749.000   |                                                                   |
| 4                    | 114                | 28 februari 2021 | 1.522.000   |                                                                   |
| 5                    | 115                | 7 maart 2021     | 1.655.000   |                                                                   |
| 6                    | 116                | 14 maart 2021    | 1.721.000   | Bracht nummer Ga niet naar Nieuwsuur met Sosha Duysker ten gehore |
| 7                    | 117                | 21 maart 2021    | 1.651.000   |                                                                   |
| 8                    | 118                | 28 maart 2021    | 1.861.000   |                                                                   |

## Prijzen
- 2015: Eervolle vermelding Zilveren Nipkowschijf[20]
- 2016: Zilveren Nipkowschijf[21]
- 2016: Skeptische Piramidependel van Stichting Skepsis voor "zijn creatieve inzet om het algemene publiek te informeren over zaken zoals homeopathie, anekdotisch bewijs, toeval en voeding". [22]
- 2017: Lovie Award: Golden Winner voor beste Internet Video, categorie 'Viral Video'. Gewonnen dankzij het 'Netherlands Second' filmpje dat in januari 2017 viral ging.[23]
- 2017: Hashtag Award in de categorie Beste Social Media Moment, voor de Netherlands Second-video[24]
- 2017: Gouden Televizierring 2017 (beste programma), uitgereikt tijdens het  Gouden Televizier-Ring Gala[25]
- 2018: Nominatie Webby Award voor de Netherlands Second-video[26]